# Jean-Gabriel Pageau
Jean-Gabriel Pageau (Ottawa, Ontario, 11 de noviembre de 1992), apodado Honey Badger, JG, JGP o Pager, es un jugador profesional canadiense de hockey sobre hielo que se desempeña en la posición de centro en New York Islanders, equipo de la National Hockey League (NHL).

## Carrera
Fue seleccionado en la cuarta ronda en la NHL Entry Draft de 2011. En 2012 hizo su debut profesional con el equipo Ottawa Senators, en el cual jugó ocho temporadas (2012-2019), después pasó a New York Islanders, donde lleva jugando cinco temporadas.